# Casa Cavigioli
Casa Cavigioli, già casa Garbagnati, è un edificio storico di Milano situato in via Cappuccio n. 9.

## Storia
Il palazzo è un connubio tra architettura barocca milanese e architettura neobarocca del XX secolo: la costruzione dell'edificio risale al XVII secolo, nel quale fu costruito non come residenza nobiliare per una singola famiglia, bensì come una sorta di palazzo plurifamiliare con più cortili interni. Nel 1925 il palazzo fu sottoposto a pesanti rifacimenti a cura dell'architetto Giovanni Greppi, che riguardarono solo gli ambienti interni e conservarono la facciata, che venne restaurata ed integrata con pochi elementi non originali fra i quali nuovi balconi in ferro battuto.

## Descrizione
Il palazzo è impostato su tre piani, compreso il pian terreno in semplice stucco con finestre con semplici cornici in muratura: il portale d'ingresso, posto asimmetricamente rispetto alla facciata, è composto da un arco ribassato strombato in pietra con un cartiglio sulla chiave di volta. Il portale è sormontato dal balcone del piano nobile decorato da un parapetto in ferro battuto, mentre le finestre sono decorate con sinuosi stucchi barocchi che proseguono sulle finestre balcone del secondo piano.